# Wolfgang von Graben
Wolfgang von Graben († 1521) nasceu no castelo Kornberg, na Estíria e foi um membro da nobreza austríaca. Detinha os títulos de Senhor de Graben, Kornberg, o Senhorio Marburg com Obermarburg e o Castelo de Maribor, Radkersburg, Neudenstein, Weinberg e Burgrave (Visconde) de Saldenhofen. Wolfgang von Graben também serviu como capitão militar do Sacro Imperador Romano Frederico III da Áustria e como conselheiro do Imperador Maximiliano I da Áustria.

## Biografia
Era um descendente da família Von Graben, que descendia da dinastia Meinhardiner. Seus pais eram Ulrich III von Graben e Agnes Närringer. Virgil von Graben era seu primo.
Ele foi mencionado pela primeira vez em um documento em 1470 como herdeiro de Jörg II Steinwald de mais de 30 feudos da Estíria da família Stubenberg.
Em 1476 [e 1483] Wolfgang é mencionado na Holanda, onde estava com seu filho Peter von Graben (*1450 ou início da década de 1460) na comitiva do arquiduque Maximiliano da Áustria [posteriormente imperador]. Wolfgang entrou no serviço militar e foi designado para o arquiduque. Peter casou-se com Griet Pietersdr Berents na Holanda e adotou o nome (Pieter) de Graeff (ou De Graaff). Pieter Graeff tornou-se assim o ancestral da família holandesa Graeff / De Graeff. De acordo com a tradição familiar, diz-se que Wolfgang teve outro filho chamado Abraham op den Graeff (por volta de 1484-1561). (De) Graeff era a grafia neerlandesa de Von Graben nos séculos XIV e XV. No Diploma de Nobreza de 19 de julho de 1677 emprestado a Andries de Graeff, foi afirmado que a família de Graeff era anteriormente chamada de von Graben, que é o mesmo que de Graeff. Esta família hoje exibe o mesmo brasão da família De Graeff.
Retornando à Áustria em 1485, Wolfgang se tornou um dos capitães do prefeito do imperador Fredericks na guerra contra Matthias Corvinus. Em 1489, sucedeu a seu ao pai como senhor de Marburg, do castelo Obermarburg e do citypalace Marburg an der Drau. No ano seguinte, sucedeu a seu primo Georg Breuner como senhor de alguns feudos estírios e imperiais menores. No mesmo ano ele estava no castelo Neidenstein.
Posteriormente, se tornou burgrave de Saldenhofen (1498), meirinho de Bad Radkersburg e Tabor (desde 1501)  e desde 1510 como sucessor de seu irmão Andre von Graben de Slovenj Gradec (Windischgraetz). Em 1509 foi nomeado como conselheiro do imperador Maximiliano I da Áustria. Em 1520 herdou, junto com seus irmãos André e Wilhelm von Graben, o Schloss Graben perto de Novo Mesto (Rudolfswerth) na Carníola.

## Descendentes de Wolfgang von Graben
Durante a Idade de Ouro Holandesa, os (De) Graeffs disseram que descendiam de Wolfgang von Graben, que estava na Holanda em 1483. Seu filho Pieter Graeff nasceu por volta de 1484 e é o progenitor das famílias Graeff e da linha De Graeff de Amsterdãm. No Diploma de Nobreza de 1677, emprestado a Andries de Graeff, afirma-se que a família De Graeff era anteriormente chamada de Von Graben.

### Associação familiar
A Associação familiar global Gräff-Graeff ("Familienverband Gräff-Graeff e.V.") foi fundada em 2013 como uma associação registrada na Áustria. A associação familiar serve para a comunicação, pesquisa e reunificação das famílias Graeff, presumíveis descendentes naturais do nobre austríaco Wolfgang von Graben. O presidente é Matthias Laurenz Gräff da Áustria.

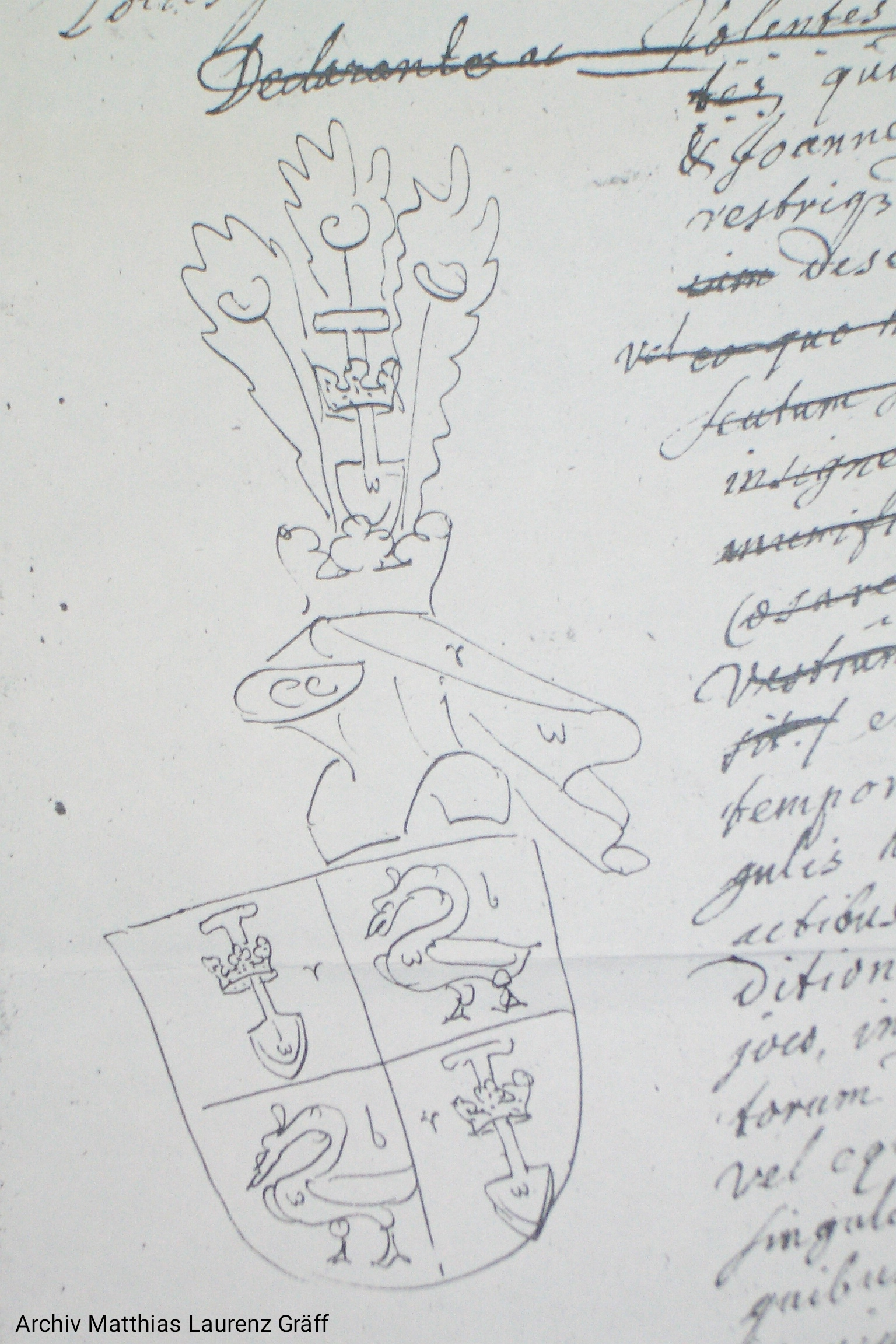
Brasão de Andries de Graeff (arquivo Matthias Laurenz Gräff)
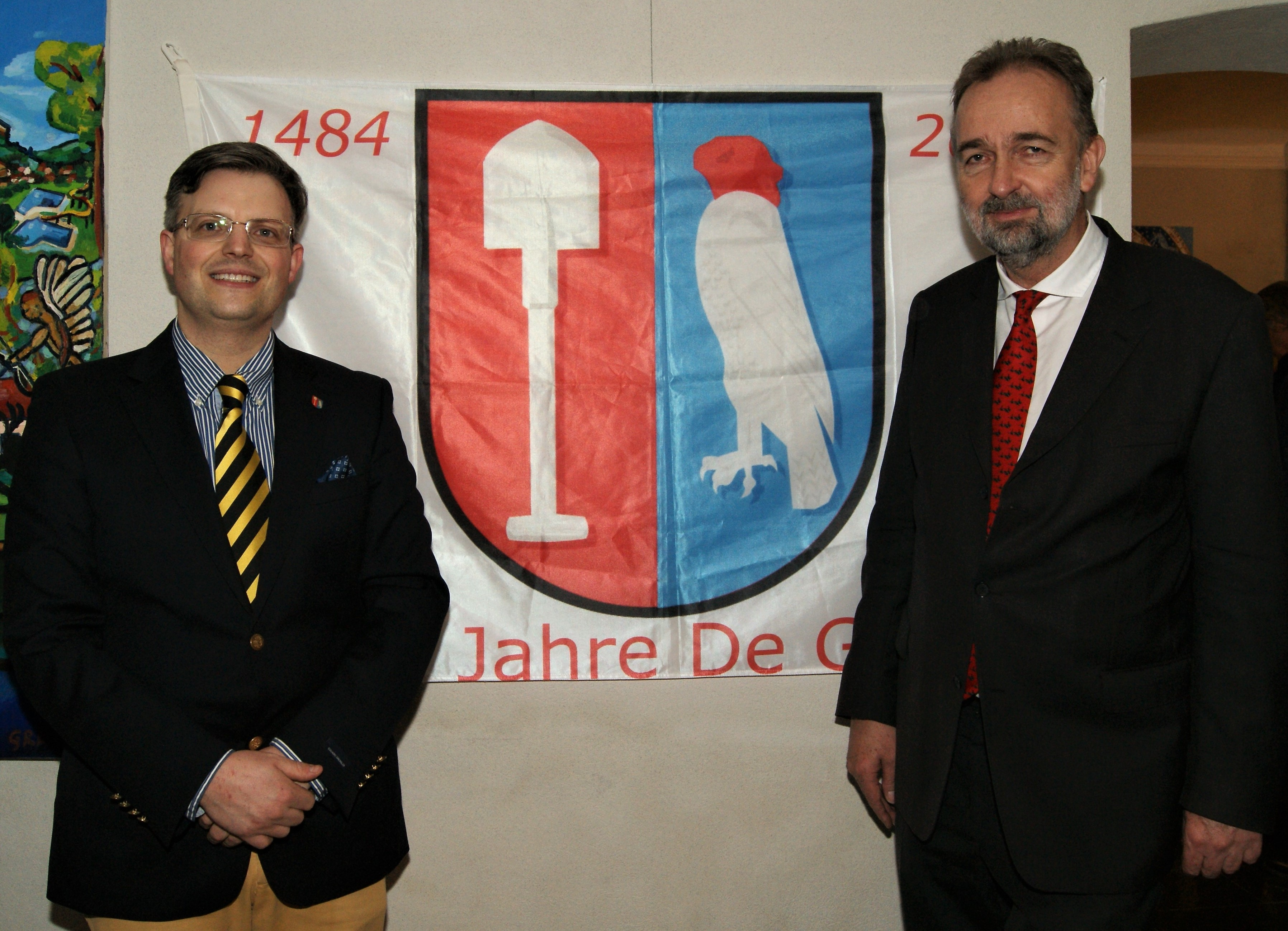
Matthias Laurenz Gräff e Carlos de Habsburgo-Lorena - chefe da família Habsburg-Lorena, a antiga casa imperial romana-alemã e austríaca - em frente ao brasão de armas de Graeff (530 anos Graeff, Pieter Graeff 1484)